# 대한민국의 금융위원회 위원장
금융위원회 위원장(金融委員會 委員長)은 대한민국 금융위원회를 대표하는 직위로, 장관급 정무직공무원으로 보한다.

## 임명
- 금융위원회 위원장은 대통령이 임명한다.

## 역할
- (정부조직법 제7조제1항) 각 행정기관의 장은 소관사무를 통할하고 소속공무원을 지휘·감독한다.
- (금융위원회의 설치 등에 관한 법률 제5조제1항) 위원장은 금융위원회를 대표하며, 금융위원회의 회의를 주재하고 사무를 총괄한다.

## 역대 위원장

### 금융감독위원회 위원장
| 정부        | 대수 | 이름           | 임기                            | 비고                              |
| ----------- | ---- | -------------- | ------------------------------- | --------------------------------- |
| 김대중 정부 | 초대 | 이헌재(李憲宰) | 1998년 3월 1일~2000년 1월 12일  | 초대 위원장부터 금융감독원장 겸임 |
| 김대중 정부 | -    | 이용근(李容根) | 2000년 1월 13일~2000년 1월 18일 | 직무대리                          |
| 김대중 정부 | 2대  | 이용근(李容根) | 2000년 1월 19일~2000년 8월 8일  |                                   |
| 김대중 정부 | 3대  | 이근영(李瑾榮) | 2000년 8월 9일~2003년 3월 16일  |                                   |
| 노무현 정부 | 4대  | 이정재(李晶載) | 2003년 3월 17일~2004년 8월 3일  |                                   |
| 노무현 정부 | 5대  | 윤증현(尹增鉉) | 2004년 8월 4일~2007년 8월 3일   |                                   |
| 노무현 정부 | 6대  | 김용덕(金容德) | 2007년 8월 4일~2008년 3월 5일   |                                   |

### 금융위원회 위원장
| 정부        | 대수           | 이름                           | 임기                            | 비고     |
| ----------- | -------------- | ------------------------------ | ------------------------------- | -------- |
| 이명박 정부 | 초대           | 전광우(全光宇)                 | 2008년 3월 1일~2009년 1월 20일  |          |
| 이명박 정부 | 2대            | 진동수(陳棟洙)                 | 2009년 1월 20일~2011년 1월 3일  |          |
| 이명박 정부 | 3대            | 김석동(金錫東)                 | 2011년 1월 3일~2013년 2월 25일  |          |
| 박근혜 정부 | -              | 추경호(秋慶鎬)                 | 2013년 2월 26일~2013년 3월 21일 | 직무대리 |
| 박근혜 정부 | 4대            | 신제윤(申齊潤)                 | 2013년 3월 22일~2015년 3월 13일 |          |
| 박근혜 정부 | -              | 정찬우(鄭燦宇)                 | 2015년 3월 13일~2015년 3월 17일 | 직무대리 |
| 박근혜 정부 | 5대            | 임종룡(任鍾龍)                 | 2015년 3월 17일~2017년 7월 18일 |          |
| 문재인 정부 |                |                                |                                 |          |
| 6대         | 최종구(崔鍾球) | 2017년 7월 19일~2019년 9월 8일 |                                 |          |
| 7대         | 은성수(殷成洙) | 2019년 9월 9일~2021년 8월 30일 |                                 |          |
| 8대         | 고승범(高承範) | 2021년 8월 31일~2022년 7월 5일 |                                 |          |
| 윤석열 정부 | -              | 김소영(金素英)                 | 2022년 7월 5일~2022년 7월 11일  | 직무대리 |
| 윤석열 정부 | 9대            | 김주현(金周顯)                 | 2022년 7월 11일~2024년 7월 31일 |          |
| 윤석열 정부 | 10대           | 김병환(金秉煥)                 | 2024년 7월 31일~                |          |

## 같이 보기
- 금융위원회
- 금융위원회 부위원장
- 금융위원회 상임위원